# Internationales Menschenrechtsforum Luzern

Logo (bis 2013)

Das Internationale Menschenrechtsforum Luzern (IHRF) war eine Tagung für verschiedene Akteure im Bereich der Menschenrechte (Politik, NGOs, Wirtschaft, Medien und Wissenschaft etc.) Es wurde von 2004 bis 2019 organisiert. Bis 2013 fand das Forum im jährlichen Turnus statt, danach alle zwei Jahre. Es verfolgte das Ziel, die Sensibilisierung der Gesellschaft für die Menschenrechte zu fördern. Das IHRF wurde von der Pädagogischen Hochschule Luzern (bis 2013 Pädagogische Hochschule Zentralschweiz) in Zusammenarbeit mit dem UN-Hochkommissariat für Menschenrechte und dem Eidgenössischen Departement für Auswärtige Angelegenheiten durchgeführt.
Das IHRF wurde von Thomas Kirchschläger, dem Leiter des Zentrums für Menschenrechtsbildung an der PH Luzern, geleitet. Rund 20 Studierende der Universität und der PH Luzern bildeten jeweils das IHRF-StudentTeam, das das jährliche Forum mitvorbereitete, organisierte und durchführte.

## Geschichte

Das IHRF-Team mit Cherie Blair am Internationalen Menschenrechtsforum 2007 in Luzern

Seit der ersten Austragung im Juni 2004 war das Menschenrechtsforum einem aktuellen Thema im Bereich der Menschenrechte gewidmet. Als Hauptredner zum Thema «Menschenrechte und Terrorismus» (2004) forderte Bertrand Ramcharan, der damalige interimistische UN-Hochkommissar für Menschenrechte, dass die fundamentalen Menschenrechte auch im «Krieg gegen den Terror» eingehalten werden müssten. 2007 setzte sich Cherie Blair für die UN-Kinderrechtskonvention ein.
Zum Forum 2009 über «Menschenrechte und Religionen» war neben Bundesrätin Micheline Calmy-Rey auch der umstrittene Islamwissenschaftler Tariq Ramadan eingeladen. Ebenfalls umstritten war die Teilnahme von Nestlé-Präsident Peter Brabeck-Letmathe, der über Menschenrechte und Wasser befragt wurde.
Veranstaltungsort des IHRF war seit 2010 das Verkehrshaus der Schweiz. Davor wurde es im Kultur- und Kongresszentrum Luzern (KKL) sowie 2009 in der SwissLife Arena durchgeführt. Bei der 11. Austragung zum Thema «Menschenrechte und Schule» war Bildungsforscher Lothar Krappmann als Hauptredner geladen.
Die letzte Tagung fand 2019 unter dem Thema «Menschenrechte und Digitale Transformation – Herausforderungen für die Bildung» statt.

### Förderpreis
Von 2008 bis 2013 zeichnete das IHRF innovative Projekte mit dem Förderpreis «Ich habe einen Traum», angelehnt an Martin Luther Kings berühmte Rede vom 28. August 1963, aus.

### IHRF Concert
Im KKL fand mehrmals ein IHRF Concert statt, dessen Erlös ein konkretes Menschenrechtsprojekt unterstützte. Nach der Premiere mit den «Söhnen Mannheims» um Xavier Naidoo im Jahr 2006 präsentierte das IHRF 2008 den jamaikanischen Reggae-Star Jimmy Cliff. Im Mai 2009 fand das 3. IHRF Concert mit Thomas D von «Die Fantastischen Vier» statt.
In den Jahren 2010, 2011, 2013 sowie 2017 fand jeweils das IHRF Concert Classic statt. Das Human Rights Orchestra spielte unter der Leitung von Alessio Allegrini mit den beiden Solopianistinnen Maria João Pires (2010) und Hélène Grimaud (2011). 2013 trat das Orchester mit Violinistin Isabelle Faust und Sängerin Laurie Rubin auf. Beim Benefizkonzert im Mai 2017 wurde es von Pianistin Imogen Cooper begleitet.

## Patronatskomitee
- Louise Arbour; ehem. UN-Hochkommissarin für Menschenrechte
- Micheline Calmy-Rey; ehem. Bundesrätin, Vorsteherin Eidgenössisches Departement für auswärtige Angelegenheiten (EDA)
- Shirin Ebadi; Friedensnobelpreisträgerin
- Desmond Tutu; Erzbischof und Friedensnobelpreisträger
- Michael Kirby; ehem. Präsident des Obersten Gerichtshofes Australiens, Mitglied der „UN High Commissioner for Human Rights’ Judicial Reference Group“, Mitglied der „UNAIDS Reference Group on HIV and Human Rights“, Mitglied der „UNDP Global Commission of HIV and the Law“
- Jeffrey Sachs; Direktor „The Earth Institute“, Universität Columbia, Sonderberater von UNO-Generalsekretär Ban Ki-moon
- Pascale Bruderer; Ständerätin
- Flavio Cotti; alt Bundesrat
- Helen Leumann († 2014); ehem. Ständerätin
- Eugen David; alt Ständerat
- Martine Brunschwig Graf; alt Nationalrätin, Präsidentin der Eidgenössischen Kommission gegen Rassismus (ERK)
- Franz Wicki; alt Ständerat
- Dick Marty; alt Ständerat, ehem. Mitglied der OSZE-Kommission für Menschenrechte
- Vreni Müller-Hemmi; alt Nationalrätin
- Ida Glanzmann-Hunkeler; Nationalrätin
- Cécile Bühlmann; alt Nationalrätin, ehem. Vizepräsidentin der ERK
- Andreas Gross; alt Nationalrat, ehem. Mitglied der parlamentarischen Versammlung des Europarats
- Judith Stamm; alt Nationalratspräsidentin (†)
- Lili Nabholz; alt Nationalrätin
- Anton Schwingruber; alt Regierungsrat Kanton Luzern
- Urs W. Studer; alt Stadtpräsident Stadt Luzern